# Gonzalo Lira
Gonzalo Ángel Quintilio Lira López (Burbank, 29 de febrero de 1968-Ucrania, 12 de enero de 2024) fue un novelista, cineasta y comentarista chileno-estadounidense. Estuvo involucrado en la manosfera, publicando contenido antifeminista bajo el nombre Coach Red Pill. Como residente de Járkov, Ucrania, escribió un vlog sobre la invasión rusa de Ucrania de 2022 y fue descrito como divulgador de desinformación y propaganda rusa debido a sus puntos de vista rusofílicos. También fue un declarado pinochetista apoyando el golpe de Estado en Chile de 1973.
En abril de 2022, desapareció brevemente y afirmó haber sido detenido por el Servicio de Seguridad de Ucrania (SBU). En mayo de 2023, Lira fue arrestado y acusado de producir y publicar material que intentaba justificar la invasión rusa en curso, que es ilegal según la ley ucraniana. Lira quedó en libertad bajo fianza, pero intentó huir del país. Fue arrestado nuevamente por violar las condiciones de su libertad bajo fianza y murió de neumonía bajo custodia el 12 de enero de 2024.

## Primeros años de vida
Nació de padres chilenos en Burbank, California, y creció en el Valle de San Fernando de Los Ángeles; Guayaquil; y Santiago de Chile, entre otros lugares. Se graduó en el Saint George's College de Santiago en 1985. Desde 1985 hasta 1991 trabajó como profesor de inglés y viajó por Sudamérica. Ingresó en Dartmouth College en 1991 y se graduó en 1995 con una licenciatura en historia y filosofía.

## Carrera

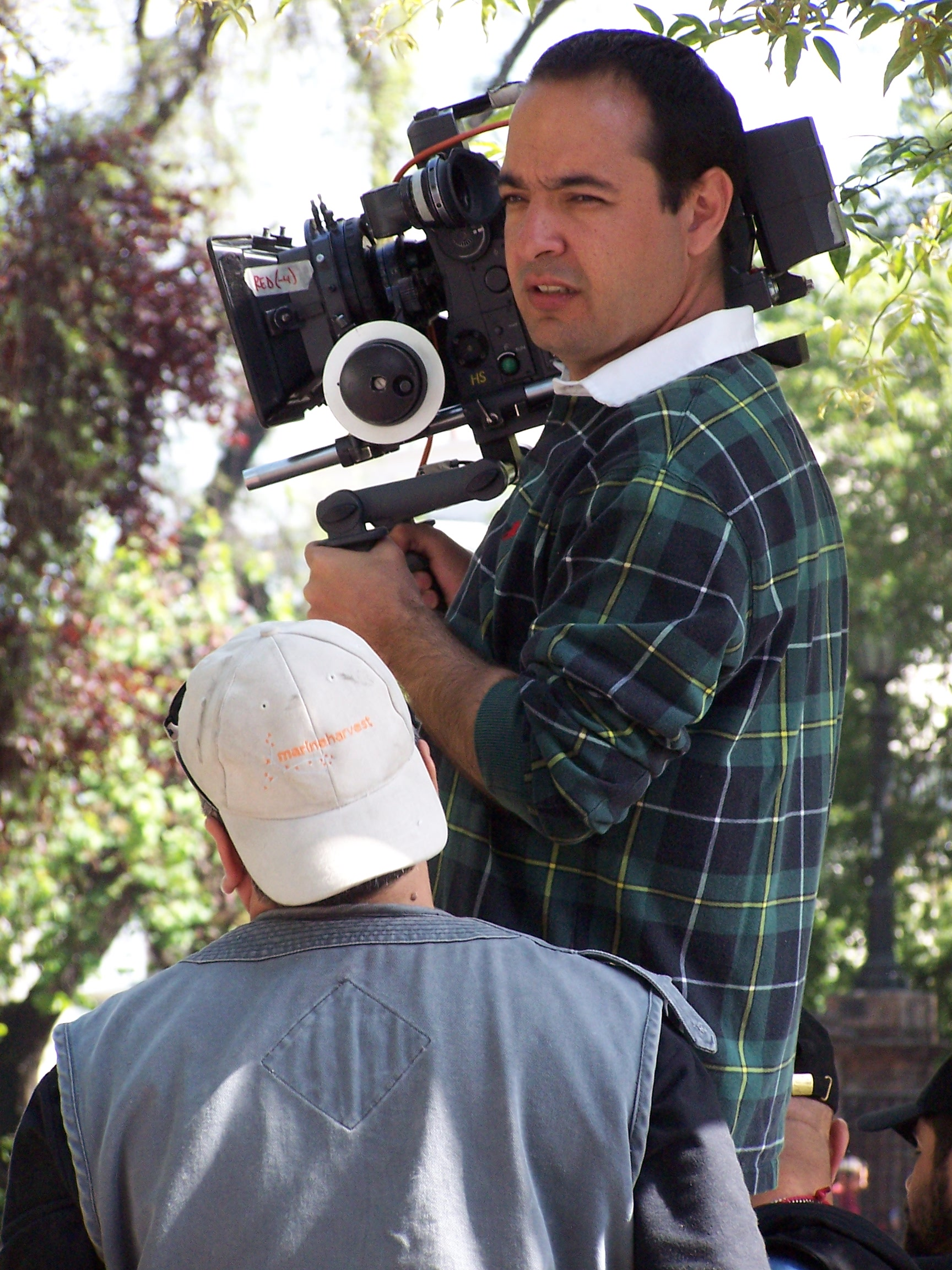
Lira durante el rodaje de Secuestro.

Después de graduarse, se mudó a Los Ángeles para seguir una carrera como guionista. Sin éxito, se dedicó a escribir novelas. En 1997, Lira publicó una novela sobre la mayoría de edad en idioma español, Tomáh Errázurih. La primera novela en inglés de Lira, un thriller de espías llamado Counterparts, fue publicada en enero de 1998 por G. P. Putnam's Sons. Lira recibió un anticipo de un millón de dólares estadounidenses por la novela y una continuación, por lo que la revista Qué Pasa se refirió a él como el «escritor chileno mejor pagado del mundo».
En 1998, después de mudarse a Nueva York, escribió, produjo y dirigió un cortometraje de comedia, So Kinky. También participó en la creación de la historia del videojuego Soldier of Fortune del año 2000. Lira publicó un segundo libro en inglés, otro thriller de espías titulado Acrobat, en 2002, cuyos derechos cinematográficos fueron comprados por Miramax. En 2005 filmó Secuestro en Chile, que quedó en segundo lugar en taquilla en Chile luego de su primer fin de semana.
De 2010 a 2013, publicó sus pensamientos sobre economía y otros temas en su blog, algunos de los cuales fueron publicados nuevamente por Business Insider, aunque la mayoría de sus artículos han sido eliminados desde entonces. También contribuyó a Zero Hedge, un sitio web financiero y de geopolítica de extrema derecha. Durante este período, Lira se puso en contacto con el economista australiano Steve Keen, proponiéndole un proyecto colaborativo y sugiriéndoles que iniciaran un sitio web de suscripción paga. Según Keen, Lira «exageró y prometió demasiado lo que podía hacer».
A partir de 2017, estuvo activo en YouTube bajo el seudónimo de Coach Red Pill (CRP, Coach Píldora Roja), una alusión al simbolismo de la píldora roja y píldora azul en la comunidad manosfera. El contenido era de naturaleza misógina y antifeminista, apelando a los incels. Lira publicó videos con consejos como «nunca salgas con una mujer de treinta y tantos» y argumentó que lo único que las mujeres querían era dinero, una casa e hijos, ya que sólo la crianza de los hijos las validaría biológicamente. En un vídeo, aconsejó a los espectadores que viven en democracias occidentales que se mudaran a «un país pobre y subdesarrollado» debido al supuesto despliegue «totalitario» de las vacunas contra la COVID-19 por parte de los primeros. En noviembre de 2021, Lira eliminó la mayor parte de su contenido de CRP y comenzó a publicar bajo su nombre legal. Además fue un declarado pinochetista, realizando videos y publicaciones en redes sociales al respecto.

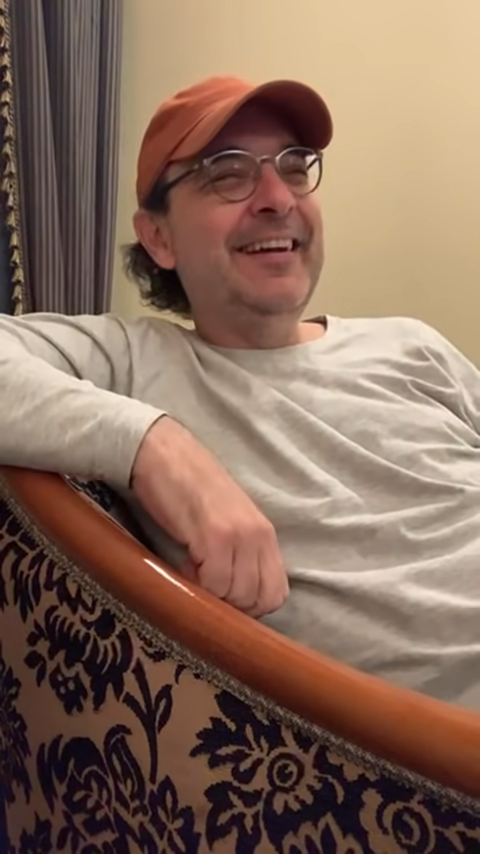
Lira en febrero de 2022, durante el inicio de la invasión rusa de Ucrania.

Tras la invasión rusa de Ucrania el 24 de febrero de 2022, Lira desvió la mayor parte de sus comentarios hacia la guerra. El contenido de Lira era fuertemente prorruso, alababa las acciones militares rusas y negaba los ataques rusos a civiles, además de realizar doxing a periodistas occidentales. Su contenido, que ha sido descrito como propaganda y desinformación rusa, fue amplificado en las redes sociales por cuentas vinculadas al Kremlin y elogiado por la portavoz del Ministerio de Relaciones Exteriores ruso, María Zajárova.
Lira vivió en Járkov y se casó con una mujer ucraniana con quien tuvo dos hijos, aunque la pareja se separó más tarde.

## Arresto y procesamiento
El 15 de abril de 2022, amigos y familiares de Lira dijeron que habían perdido contacto con él, tras lo cual el Ministerio de Relaciones Exteriores de Chile comenzó a buscar su paradero. La periodista estadounidense residente en Ucrania, Sarah Ashton-Cirillo, informó sobre la aparente captura de Lira por las fuerzas ucranianas el 18 de abril. Lira se convirtió en objeto de teorías de conspiración en torno a que presuntamente fue asesinado, pero reapareció con vida el 22 de abril de 2022, alegando que había sido detenido por el Servicio de Seguridad de Ucrania (SBU) durante el período que estuvo desaparecido.
El 1 de mayo de 2023, fue arrestado por violar el artículo 436.2 del Código Penal de Ucrania, que prohíbe la justificación de la actual invasión rusa del país. El Centro Ucraniano para la Comunicación Estratégica y la Seguridad de la Información señaló que Lira también había compartido desinformación prorrusa, como afirmar que la masacre de Bucha fue falsa o que el gobierno ucraniano era un régimen neonazi, y que Lira había compartido un video de él mismo insultando a soldados ucranianos. Su arresto fue informado por el SBU el 5 de mayo. Posteriormente, Lira fue puesto en libertad bajo fianza y puesto bajo arresto domiciliario. Regresó a las redes sociales para afirmar que había sido torturado mientras estaba en prisión, acusación negada por el SBU. Lira intentó huir del país cruzando la frontera húngara el 31 de julio para solicitar asilo político, pero fue capturado y arrestado nuevamente por violar las condiciones de su libertad bajo fianza.
En diciembre de 2023, Elon Musk, director ejecutivo de X (anteriormente Twitter), preguntó públicamente sobre Lira en su plataforma, en respuesta a una publicación de la personalidad de los medios Tucker Carlson llamando a Lira un preso político. El SBU respondió que Lira había sido detenido conforme a la ley. La publicación de Musk también fue etiquetada con una nota de la comunidad que explicaba la naturaleza de los cargos de Lira, después de lo cual Musk afirmó que la nota había sido «engañada por actores estatales». En una entrevista con Business Insider ese mes, Sarah Ashton-Cirillo, que se había convertido en portavoz militar ucraniana, afirmó que Lira había fabricado sus acusaciones de tortura en un esfuerzo por generar simpatía.

## Fallecimiento
El 12 de enero de 2024, Gonzalo Lira (padre) informó que su hijo había muerto en una prisión ucraniana a la edad de 55 años. Así lo confirmaron el Departamento de Estado de los Estados Unidos y el Ministerio de Relaciones Exteriores de Chile. Se informó que la causa de su muerte fue neumonía.El mismo Gonzalo Lira admitió tener neumonía en una carta. Lira padre culpó al presidente ucraniano Volodímir Zelenski y al presidente estadounidense Joe Biden de causar la muerte de su hijo. Funcionarios del gobierno ruso, entre ellos María Zajárova y el ministro de Relaciones Exteriores Serguéi Lavrov, se hicieron eco de esta afirmación, al igual que algunas figuras políticas occidentales. La periodista rusoestadounidense Cathy Young criticó a los comentaristas anti-Ucrania por difundir información errónea sobre Lira y explotar su muerte, y también hizo un llamado a la transparencia.

## Filmografía
- So Kinky (1998) - escritor, director
- Secuestro (2005), también conocido como Catalina's Kidnapping - coguionista, coproductor y director

## Publicaciones
- Lira, Gonzalo (1997). Tomáh Errázurih (1.º edición). Santiago de Chile: Mondadori. ISBN 956-258-057-1. OCLC 38081261.
- Lira, Gonzalo (1998). Counterparts. Nueva York: G. P. Putnam's Sons. ISBN 0-399-14312-2. OCLC 37300650.
- Lira, Gonzalo (2002). Acrobat (1.º edición). Nueva York: St. Martin's Press. ISBN 0-312-28694-5. OCLC 48515857.